# Delron Buckley
Delron Buckley (*Durban, Sudáfrica, 7 de diciembre de 1977), futbolista sudafricano. Juega de volante y su primer equipo fue VfL Bochum.

## Selección nacional
Ha sido internacional con la selección nacional de fútbol de Sudáfrica, ha jugado 72 partidos internacionales y ha anotado 10 goles.

## Participaciones en Copas del Mundo
| Mundial                        | Sede                | Resultado    |
| ------------------------------ | ------------------- | ------------ |
| Copa Mundial de Fútbol de 1998 | Francia             | Primera fase |
| Copa Mundial de Fútbol de 2002 | Corea del Sur Japón | Primera fase |

## Clubes
| Club                 | País      | Año         | Partidos | Goles |
| VFL Bochum           | Alemania  | 1995 - 2004 | 177      | 20    |
| Arminia Bielefeld    | Alemania  | 2004 - 2005 | 29       | 15    |
| Borussia Dortmund    | Alemania  | 2005 - 2006 | 28       | 0     |
| FC Basel             | Suiza     | 2006 - 2007 | 22       | 1     |
| Borussia Dortmund    | Alemania  | 2007 - 2009 | 34       | 1     |
| 1. FSV Mainz 05      | Alemania  | 2009        | 12       | 1     |
| Anorthosis Famagusta | Grecia    | 2009 - 2010 | 20       | 2     |
| Karlsruher SC        | Alemania  | 2011 - 2012 | 34       | 2     |
| Maritzburg United    | Sudáfrica | 2012 -      | 10       | 2     |

- Datos: Q63866
- Multimedia: Delron Buckley / Q63866